# اچ‌ام‌اس منرس (کی۵۶۸)
اچ‌ام‌اس منرس (کی۵۶۸) (به انگلیسی: HMS Manners (K568)) یک کشتی بود که طول آن ۲۸۹٫۵ فوت (۸۸٫۲ متر) بود. این کشتی در سال ۱۹۴۳ ساخته شد.